# جيمس هارولد ستيوارت
جيمس هارولد ستيوارت (بالإنجليزية: James Harold Stewart)‏ هو عسكري أسترالي، ولد في 12 فبراير 1898 في Carlton, Victoria ‏ في أستراليا، وتوفي في 21 أكتوبر 1956.